# Moritz Herrmann
Moritz Herrmann (* 1987 in Rostock) ist ein deutscher Journalist und Autor.

## Leben und Wirken
Herrmann ging in Hamburg zur Schule und wuchs im Stadtteil Winterhude auf. Er studierte in Bremen Fachjournalistik und Geschichte. Anschließend besuchte er die Henri-Nannen-Schule.
Seit Mai 2022 leitet Herrmann das Gesellschafts-Ressort des Sterns. Zuvor schrieb er u. a. für die Wochenzeitung Die Zeit, das Magazin Geo, das Gesellschaftsmagazin Dummy und 11Freunde. Er sorgte immer wieder mit außergewöhnlichen Recherchen für Aufsehen. Während seiner Recherchen verbrachte er einen Tag in einer Telefonzelle, zwei Tage in einem Glashaus in Schweden oder eine Woche ausschließlich im Schlafanzug. Für eine Reportage fuhr er einen Monat lang über Deutschlands Autobahnen, für eine andere klapperte er nahezu sämtliche Whiskey-Distillen im US-Bundesstaat Tennessee ab, bei einer weiteren ernährte er sich eine Woche lang nur von Camembert. Bei einer Reportage über die traditionelle und heilige thailändische Tattookunst Sak Yant ließ er sich in Bangkok eines dieser schmerzhaften Embleme stechen. Über seine journalistische Arbeit sagt Herrmann, es zeichne sie aus, dass sie keine Schwerpunkte habe.
Herrmann wurde u. a. im Jahr 2018 mit dem Deutschen Reporterpreis ausgezeichnet.

## Privates
Herrmanns Ururgroßvater ist der niedersorbische Schriftsteller und Volksdichter Fryco Rocha. Die Schriftstellerin Brigitte Reimann ist seine Großtante. Herrmann ist liiert mit der Journalistin Vivian Alterauge und hat eine Tochter.

## Auszeichnungen
- 2020 – Medienpreis Mittelstand NORD + OST[14]
- 2020 – Andere Zeiten Journalistenpreis[15]
- 2018 – Deutscher Reporterpreis in der Kategorie „Beste Sportreportage“[16]
- 2018 – Columbus Autorenpreis[17]
- 2017 – Henry Nonsens Preis[18]
- 2013 – Grimme-Online-Award[19]